# Aprasia litorea
Aprasia litorea — вид геконоподібних ящірок родини лусконогових (Pygopodidae). Ендемік Австралії. 

## Поширення і екологія
Aprasia litorea мешкають на захід від озера Маклауд в Західній Австралії на північ до Гналару. Вони живуть серед прибережних піщаних дюн, порослих рослинністю.

## Збереження
МСОП класифікує цей вид як такий, що перебуває під загрозою зникнення. Aprasia litorea загрожує знищення природного середовища.